# Neobisium bosnicum
Espèce
Neobisium bosnicum est une espèce de pseudoscorpions de la famille des Neobisiidae.

## Distribution
Cette espèce se rencontre en Bosnie-Herzégovine et en Grèce.

## Description
Les mâles de Neobisium bosnicum bosnicum mesurent de 2,69 à 2,97 mm et les femelles de 2,82 à 3,01 mm.
Les mâles de Neobisium bosnicum ondriasi mesurent de 2 à 2,2 mm.

## Liste des sous-espèces
Selon Pseudoscorpions of the World (version 3.0) :
- Neobisium bosnicum bosnicum Beier, 1939 de Bosnie-Herzégovine
- Neobisium bosnicum ondriasi Mahnert, 1973 de Céphalonie en Grèce

## Systématique et taxinomie
Neobisium bosnicum herzegovinense a été élevée au rang d'espèce par Novák et Hörweg en 2017.

## Étymologie
Son nom d'espèce lui a été donné en référence au lieu de sa découverte, la Bosnie.
Neobisium bosnicum ondriasi est nommée en l'honneur de Ioannis C. Ondrias.

## Publications originales
- Beier, 1939 : Die Höhlenpseudoscorpione der Balkanhalbinsel. Studien aus dem Gebiete der Allgemeinen Karstforschung, der Wissenschaftlichen Höhlenkunde, der Eiszeitforschung und den Nachbargebieten, vol. 4, p. 1-83.
- Mahnert, 1973 : Drei neue Neobisiidae (Arachnida: Pseudoscorpiones) von den Ionischen Inseln (Über griechische Pseudoskorpione III). Berichte des Naturwissenschaftlich-Medizinischen Vereins in Innsbruck, vol. 60, p. 27-39 (texte intégral).